# 幸袋炭坑站
幸袋炭坑站（日语：／ Kōbukuro-Tankō eki */?）是位於福岡縣嘉穗郡，九州鐵道的鐵路車站（廢站）。

## 歷史
- 1894年（明治27年）12月28日 - 車站啟用[1]。
- 1901年（明治34年）3月31日 - 隨著貨物支線廢線，此站也被廢除[1]。

## 相鄰車站
九州鐵道
九州鐵道線（貨物支線）
幸袋－幸袋炭坑

## 注腳
1. 1 2 3 4  石野哲 (编). . JTB. 1998: 799. ISBN 978-4-533-02980-6 （日语）.

## 相關項目
- 日本鐵路車站列表 Ko